# Psilopa dupla
Psilopa dupla är en tvåvingeart som beskrevs av Cresson 1940. Psilopa dupla ingår i släktet Psilopa och familjen vattenflugor. Inga underarter finns listade i Catalogue of Life.